# Jean Chrysostome Raharison
Jean Chrysostome Raharison (ur. 23 sierpnia 1979 w Antananarywie) – madagaskarski piłkarz grający na pozycji bramkarza. W swojej karierze rozegrał 32 mecze w reprezentacji Madagaskaru.

## Kariera klubowa
Swoją karierę piłkarską Raharison rozpoczął w klubie DSA Antananarivo. W 1998 roku zadebiutował w jego barwach w pierwszej lidze madagaskarskiej i w debiutanckim sezonie wywalczył z nim mistrzostwo Madagaskaru. W 2000 roku grał w FC2A Amboasary, a w latach 2001-2006 ponownie w DSA Antananarivo. W 2007 roku był piłkarzem USCA Foot, a w latach 2008-2009 - Iarivo FC. W 2010 roku został piłkarzem reuniońskiego AS Marsouins. W latach 2011–2014 grał w SS Saint-Louisienne, z którym w sezonie 2012 wywalczył mistrzostwo Reunionu, a w 2013 roku zdobył Puchar Reunionu. W latach 2015–2017 był zawodnikiem AS Excelsior, w którym zakończył karierę. W 2015 roku sięgnął z nim po reunioński puchar.

## Kariera reprezentacyjna
W reprezentacji Madagaskaru Raharison zadebiutował 28 kwietnia 2001 roku w przegranym 0:2 meczu eliminacji do MŚ 2002 z Kongiem, rozegranym w Pointe-Noire. Od 2001 do 2015 wystąpił w kadrze narodowej 32 razy.